# Federico Longo (Radsportler)
Federico Longo (* 15. August 1962 in Mirano, Italien) ist ein ehemaliger italienischer Radrennfahrer.

## Karriere
Als Amateur bestritt er 1982 mit der Internationalen Friedensfahrt seine erste große Rundfahrt (wobei er ausscheiden musste).  Longo wurde 1983 Zweiter im Giro Ciclistico d’Italia und gewann 1987 den Giro d’Oro. Darauf wechselte er 1988 ins Profilager zu Alfa Lum–Ecoflam und wechselte 1989 zu Del Tongo, ohne bis zu seinem Karriereende 1990 besondere Ergebnisse zu erzielen.
Er ist der jüngere Bruder von Mauro Longo, welcher auch Radrennfahrer war.

## Erfolge
1987
- Giro d’Oro